# ABC-otoci
ABC-otoci je naziv koji se koristi za otočne teritorije Aruba, Bonaire i Zemlja Curaçao.
Bonaire i Curaçao su dijelovi Nizozemskih Antila, dok se Aruba službeno odvojila 1986. i postala "autonomna država" u okviru Kraljevine Nizozemske.
Put prema potpunoj nezavisnosti od Nizozemske je na molbu države Aruba 1990. privremeno zaustavljen, a njen položaj u okviru Kraljevine Nizozemske zamrznut u sadašnjem obliku.
Turizam je na ovim otocima najznačajniji izvor prihoda. Glavna politička tema je vrlo brz porast broja stanovnika i s tim povezana nezaposlenost. Radi toga mnogi mladi ljudi napuštaju otoke i odlaze na kopno u potrazi za poslom.
Otoci su vrlo blizu obale Venezuele. Spadaju u grupu Zavjetrinskih Antila. To ima značajan utjecaj na klimu koja je vrlo suha, gotovo pustinjska, za razliku od Zavjetrinskih otoka kao što su na primjer Trinidad i Tobago.
Na otocima se govori Papiamentu jezik iz skupine kreolskih jezika. 